# Nereis singularis
Nereis singularis är en ringmaskart. Nereis singularis ingår i släktet Nereis och familjen Nereididae. Inga underarter finns listade i Catalogue of Life.